# Dicranomyia (Dicranomyia) insolabilis
Dicranomyia (Dicranomyia) insolabilis is een tweevleugelige uit de familie steltmuggen (Limoniidae). De soort komt voor in het Neotropisch gebied.